# Pływanie na Letnich Igrzyskach Olimpijskich 1968 – 4 × 100 m stylem zmiennym kobiet
Sztafeta 4 × 100 m stylem zmiennym kobiet – jedna z konkurencji pływackich rozgrywanych podczas XIX Igrzysk Olimpijskich w Meksyku. Eliminacje i finał odbyły się 17 października 1968 roku.
Mistrzyniami olimpijskimi zostały Amerykanki. Sztafeta w składzie Kaye Hall (1:07,8), Catie Ball (1:16,3), Ellie Daniel (1:04,8) i Susan Pedersen (59,4) uzyskała czas 4:28,3 i ustanowiła nowy rekord olimpijski. Srebro zdobyły Australijki (4:30,0). Brązowy medal, z czasem 4:36,4, wywalczyły reprezentantki RFN.

## Rekordy
Przed zawodami rekord świata i rekord olimpijski wyglądały następująco:
| Rekord            | Reprezentacja | Czas   | Miejsce          | Data                 |       |
| ----------------- | --- | ------ | ---------------- | -------------------- | ----- |
| Rekord świata     | Stany Zjednoczone · Kaye Hall · Catie Ball · Ellie Daniel · Susan Pedersen                                                 | 4:28,1 | Colorado Springs | 14 września 1968     | [ 1 ] |
| Rekord olimpijski | Stany Zjednoczone · Cathy Ferguson (1:08,6) · Cynthia Goyette (1:18,3) · Sharon Stouder (1:06,1) · Kathleen Ellis (1:00,9) | 4:33,9 | Tokio            | 18 października 1964 | [ 2 ] |

W trakcie zawodów ustanowiono następujące rekordy:
| Data            | Etap konkurencji | Reprezentacja                                                                                                | Czas   | Rekord |
| --------------- | ---------------- | --- | ------ | ------ |
| 17 października | finał            | Stany Zjednoczone · Kaye Hall (1:07,8) · Catie Ball (1:16,3) · Ellie Daniel (1:04,8) · Susan Pedersen (59,4) | 4:28,3 | OR     |

## Wyniki

### Eliminacje
| Miejsce | Wyścig | Państwo           | Zawodniczki                                                                                                 | Czas   | Uwagi |
| ------- | ------ | ----------------- | --- | ------ | ----- |
| 1.      | 2      | Australia         | Lynne Watson (1:09,6) Judy Playfair (1:17,7) Lyn McClements (1:06,4) Lyn Bell (1:00,9)                      | 4:34,6 | Q     |
| 2.      | 1      | Stany Zjednoczone | Jane Swagerty (1:10,3) Suzy Jones (1:17,0) Susan Shields (1:05,9) Jan Henne (1:01,5)                        | 4:34,7 | Q     |
| 3.      | 1      | NRD               | Martina Grunert (1:10,7) Eva Wittke (1:19,7) Helga Lindner (1:07,1) Uta Schmuck (1:01,8)                    | 4:39,4 | Q     |
| 4.      | 2      | Holandia          | Cobie Buter (1:10,1) Klenie Bimolt (1:21,0) Ada Kok (1:06,1) Nel Bos (1:02,2)                               | 4:39,3 | Q     |
| 5.      | 1      | ZSRR              | Tinatin Lekweiszwili (1:11,8) Ałła Griebiennikowa (1:17,2) Łarisa Zacharowa (1:08,4) Lidija Hrebeć (1:02,1) | 4:39,5 | Q     |
| 6.      | 2      | NRD               | Angelika Kraus (1:12,7) Uta Frommater (1:16,5) Heike Hustede (1:07,4) Heidemarie Reineck (1:02,9)           | 4:39,5 | Q     |
| 7.      | 1      | Wielka Brytania   | Wendy Burrell (1:11,2) Dorothy Harrison (1:21,2) Margaret Auton (1:07,1) Alexandra Jackson (1:00,9)         | 4:40,4 | Q     |
| 8.      | 2      | Węgry             | Mária Balla-Lantos (1:11,1) Edit Kovács (1:21,7) Andrea Gyarmati (1:07,2) Judit Turóczy (1:01,2)            | 4:41,2 | Q     |
| 9.      | 2      | Japonia           | Yukiko Goushi (1:11,4) Kiyoe Nakagawa (1:17,0) Yasuko Fujii (1:10,0) Miwako Kobayashi (1:03,0)              | 4:41,4 |       |
| 10.     | 1      | Kanada            | Elaine Tanner (1:07,6) Anne Walton (1:25,1) Jeanne Warren (1:09,9) Marion Lay (1:00,5)                      | 4:43,1 |       |
| 11.     | 1      | Nowa Zelandia     | Glenda Stirling (1:10,2) Pru Chapman (1:25,2) Sandra Whittleston (1:09,0) Tui Shipston (1:04,6)             | 4:49,0 |       |
| 12.     | 1      | Meksyk            | Lidia Ramírez (1:14,1) Tamara Oynick (1:22,0) Patricia Obregón (1:12,1) María Teresa Ramírez (1:02,8)       | 4:51,0 |       |
| 13.     | 2      | Urugwaj           | Felicia Ospitaletche (1:17,8) Ana María Norbis (1:16,4) Ruth Apt (1:15,8) Emilia Figueroa (1:06,0)          | 4:56,0 |       |
| 14.     | 1      | Salwador          | Rosa Hasbún (1:22,2) María Moreño (1:26,8) Carmen Ferracuti (1:15,6) Donatella Ferracuti (1:08,0)           | 5:12,6 |       |
| 15.     | 2      | Portoryko         | Ana Marcial (1:22,7) Liana Vicens (1:25,8) Kristina Moir (1:17,6) Lorna Blake (1:12,1)                      | 5:18,2 |       |
| 16. !   |        | Jugosławia        | Zdenka Gašparač (1:10,8) Đurđica Bjedov (1:16,8) Mirjana Šegrt (1:11,3) Ana Boban (1:04,3)                  | 4:43,2 | DSQ   |

### Finał
| Miejsce | Państwo           | Zawodniczki                                                                                                  | Czas   | Uwagi |
| ------- | ----------------- | --- | ------ | ----- |
| 1. !    | Stany Zjednoczone | Kaye Hall (1:07,8) Catie Ball (1:16,3) Ellie Daniel (1:04,8) Susan Pedersen (59,4)                           | 4:28,3 | OR    |
| 2. !    | Australia         | Lynne Watson (1:08,5) Judy Playfair (1:15,9) Lyn McClements (1:05,0) Janet Steinbeck (1:00,6)                | 4:30,0 |       |
| 3. !    | RFN               | Angelika Kraus (1:12,6) Uta Frommater (1:15,7) Heike Hustede (1:06,1) Heidemarie Reineck (1:02,0)            | 4:36,4 |       |
| 4.      | ZSRR              | Tinatin Lekweiszwili (1:10,9) Ałła Griebiennikowa (1:17,2) Tetiana Dewiatowa (1:07,0) Lidija Hrebeć (1:01,9) | 4:37,0 |       |
| 5.      | NRD               | Martina Grunert (1:10,1) Eva Wittke (1:19,2) Helga Lindner (1:06,8) Uta Schmuck (1:01,9)                     | 4:38,0 |       |
| 6.      | Wielka Brytania   | Wendy Burrell (1:11,3) Dorothy Harrison (1:19,3) Margaret Auton (1:06,8) Alexandra Jackson (1:00,9)          | 4:38,3 |       |
| 7.      | Holandia          | Cobie Buter (1:10,3) Klenie Bimolt (1:20,7) Ada Kok (1:05,5) Nel Bos (1:02,2)                                | 4:38,7 |       |
| 8.      | Węgry             | Mária Balla-Lantos (1:11,2) Edit Kovács (1:22,0) Andrea Gyarmati (1:07,6) Judit Turóczy (1:02,1)             | 4:42,9 |       |